# Magický čtyřúhelník
Magický čtyřúhelník je jednoduchý způsob grafického zobrazení stavu ekonomiky, vyjadřující vztah základních cílů hospodářské politiky a výkonnosti ekonomiky státu. Jednotlivé vrcholy představují:
- Ekonomický růst (G), měřen průměrným ročním tempem růstu HDP, růst v dnešních bohatých státech již příliš neroste, neboť jsou tyto státy velice rozvinuté. Dalšími problémy, které růst brzdí, jsou nedostatek surovin, vyčerpávání neobnovitelných zdrojů, znečištěné životní prostředí, přelidnění, migrace a další…
- Plnou zaměstnanost (U), vyjádřenou průměrnou roční mírou nezaměstnanosti, tu může způsobit zákon o minimální mzdě, odbory a kolektivní vyjednávání, mzdová rigidita, mzdová renta, a jiné…
- Stabilitu cenové hladiny (P) měřenou průměrnou roční inflací, kterou může způsobit centrální banka tištěním peněz, nízká produktivita práce, investoři, populační růst, a další
- Vnější ekonomickou rovnováhu (B) měřenou stavem obchodní bilance (přebytek nebo schodek), který je vyjádřen jako procento nominálního HDP. Na obchodní bilanci, která je saldem importu a exportu, má například vliv špatné úrody obilí, neboť se bude muset koupit jinde, pravděpodobně v zemi, která má úrodu lepší.

Cílem vlády jakékoliv země je, aby rostlo HDP, klesala nezaměstnanost, udržovala cílovou inflaci a aby schodek platební bilance nebyl příliš vysoký. Tyto čtyři cíle graficky hodnotí magický čtyřúhelník, také diamant. Magický je proto, že jeden vrchol čtyřúhelníku ovlivňuje ostatní. Ovšem tyto cíle jsou v praxi protichůdné, například ekonomický růst lze oživit dovozem zboží a kapitálu, což zhoršuje platební bilanci. Restriktivní fiskální politika vlády má sice příznivý vliv na stabilitu cenové hladiny, ale přináší nebezpečí pomalého růstu HDP, vysoké nezaměstnanosti a případně i nerovnováhu platební bilance. Proto se většina ekonomik snaží o vhodnou kombinaci těchto cílů, k tomu používá nástroje makroekonomické politiky. V současné době mají autority v moderních ekonomikách k dispozici následující dílčí politiky, kterými mohou ovlivňovat směr a rytmus ekonomické aktivity.
- Fiskální politika (vládní výdaje a zdanění) pomáhá rozhodovat o rozdělení zdrojů mezi soukromé a veřejné statky, ovlivňuje důchody a spotřebu lidí, vytváří podněty k obchodování a ostatní vládní rozhodnutí o využití zdrojů.
- Monetární politika (ovlivňování úrokových sazeb a podmínek úvěrování prostřednictvím centrální banky) působí na sektory ekonomiky nejvíce ovlivněné úrokovými sazbami (například bytová výstavby, investice, export, a další)
- Vnější obchodní a měnová politika ovlivňuje obchod země (prostřednictvím cel, kvót a dalších nástrojů podporujících či omezujících import a export) a regulací měnového kurzu působí na toky zboží a služeb a příliv a odliv kapitálu.
- Důchodová politika (v zásadě měnová a cenová regulace) při riziku vysoké nebo pádivé inflace se vláda snaží stabilizovat ceny a udržet nezaměstnanost v přijatelných mezích, tato politika je nejvíce problematická, neboť podniky nesouhlasí s fixními cenami a odbory si nepřejí regulované mzdy.

Příznivý vývoj země lze teoreticky zhodnotit plochou čtyřúhelníku, neboli čím větší čtyřúhelník tím by na tom měla být země lépe. Tato vlastnost se nesmí přeceňovat, neboť jedna a tatáž plocha může v závislosti na veličinách čtyřúhelníku vypovídat o ekonomice rozdílné signály. Jedná se o tyto problémy:
- Vyrovnaná obchodní bilance je pro ekonomiku příznivá, nicméně nevypovídá o technologické úrovni země, může být dosažena vývozem surovin (kakao, železná ruda, měď,…) i vývozem technologicky náročnějších výrobků (auta, mobilní telefony,...)
- Plocha čtyřúhelníků závisí na růstu HDP a ne na již dosažené úrovni. Větší plochu tudíž zabere rychle rostoucí chudá země s nízkou úrovní HDP než země bohatší, rozvinutá, s vysokou úrovní HDP a pomalým meziročním růstem HDP.
- Nezaměstnanost je dle průzkumů veřejnosti vnímaná jako větší hrozba než inflace, úzce s tím souvisí velice problematický ukazatel mizérie, jenž je součtem míry inflace a míry nezaměstnanosti. Dle tohoto ukazatele se ve stejné situaci nachází země, kde jedna má u= 3% a π= 8%, zatímco druhá má hodnoty obráceně. Veřejností bude vnímaná ekonomika druhé země jako méně příznivá.

Lze konstatovat, že tento čtyřúhelník je pouhé jednoduché zobrazení stavu ekonomiky a pro objektivní hodnocení výkonnosti ekonomiky je třeba provést komplexní rozbor jejích parametrů.